# Superman-i-eotdeon sana-i
Superman-i-eotdeon sana-i (슈퍼맨이었던 사나이) è un film del 2008 diretto da Jeong Yoon-chul.

## Trama
Una produttrice boriosa fa un documentario sullo straordinario comportamento di un uomo che crede di essere Superman.